# Elvis at Sun
Elvis at Sun é uma coletânea de Elvis Presley, lançado em 2004. Este álbum está na lista dos 200 álbuns definitivos no Rock and Roll Hall of Fame